# Grand Mortarieu
Le Grand Mortarieu est une rivière du sud de la France sous-affluent du Tarn et de la Garonne.

## Géographie
De 19,3 km de longueur, le Grand Mortarieu prend sa source à Montauban à une altitude de 180 m et se jette dans l'Aveyron à Villemade à une altitude de 70 m. Dernier affluent de la rive gauche de l'Aveyron
En amont de la ville de Montauban, dans les coteaux montalbanais, un barrage sur le Grand Mortarieu réalise le lac de la Piboulette permettant de régulariser le débit du ruisseau et d'apporter de l'eau en été. Depuis 2012, son cours traverse le Golf de Lestang en aval de la ville de Montauban.

## Principaux affluents
- le Petit Mortarieu, 6,4 km
- le Négosaoumos, 3,8 km

## Départements et villes traversées
- Tarn-et-Garonne : Villemade, Lafrançaise, Montauban.

## Hydrologie
Très fortement pollué par les zones industrielles de l'agglomération montalbanaise, le cours d'eau a vu la qualité des eaux s'améliorer ces dernières années.